# オラフ祭

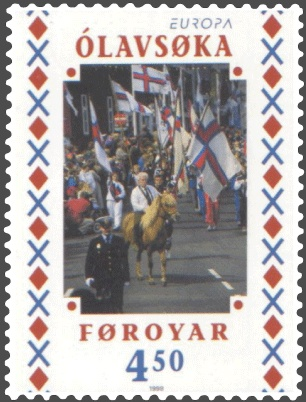
前夜祭のパレード行進に参加する騎乗者とスポーツ選手たち（切手）

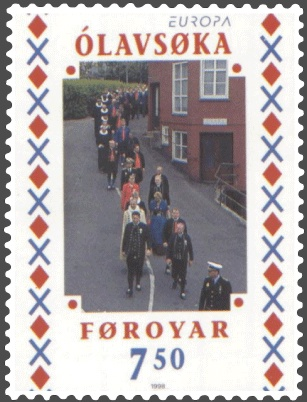
聖オラフの日のパレード行進に参加する聖職者と政治家（切手）

オラフ祭（オラフさい、典：Ólavsøka）は、デンマーク自治領のフェロー諸島で毎年夏に開催される祝祭で、毎年7月29日の祝日「聖オラフの日」を祝して数日間開催される。
芸術・スポーツの祭典でもあり、美術作品の展示やコンサート・舞踊の上演のほか、サッカーの試合やボート競技なども行われる。特にボート競技の決勝戦はフェロー諸島のスポーツでも年間を通して最も盛り上がりを見せる一戦となる。一連のイベントに合わせ島中の住民が中心都市トースハウンに大挙して押し寄せ、前夜祭の7月28日はいくつかの企業が半休に、当日の29日はほとんどの企業で全日休業となるほどの規模で祝祭が執り行われる。また29日当日にはフェロー諸島の議会であるレクティング (Løgting) が招集されるのに合わせ、この日のイベントには議長や警察長官、デンマーク公使といった公人が参加する。

## 概要
7月29日の「聖オラフの日」を祝い、29日とその直前の数日で開催される一連の祝祭で、展覧会・上演会やスポーツ競技大会がこれに合わせて開催されるため芸術・スポーツの祭典としての側面も持つ。芸術面では絵画作品の展示や民俗音楽の演奏会、民族舞踊のチェーンダンスが行われる。スポーツではサッカーの試合のほかに一大スポーツイベントとしてボート競技大会が開催される。
祝祭は前々日の7月27日のコンサートを皮切りに各種のイベントで構成される。前日の28日にはスポーツ選手や市議会議員らによる市内の行進やボート競技大会が行われ、開会セレモニーもこの日に催行される。聖オラフの日の29日当日はフェロー諸島議会の議長や警察長官、デンマーク公使らによる市内行進と、記念カンタータの上演が行われる（イベントについては#イベントにて後述）。

## 祝祭の起源
オラフ祭で祝われる「聖オラフの日」は毎年7月29日として祝祭日に指定されており、これは1030年にノルウェー王のオーラヴ2世（聖オラフ）がスティクレスターの戦いで戦死した日にちなむ。また、Ólavsøka は「聖オラフの通夜」（vigilia sancti olavi、ビジリアを参照）を意味している。フェロー諸島では復活祭の祝日は前夜から祝われることが多く、このためオラフ祭も毎年前日の7月28日にセレモニーを開いて始まることになっている。しかし実際はさらにそれよりも前から始まるイベントもあり、近年ではコンサートが27日に開催されるようになりつつある。
なお、祝祭の決まり文句として Góða Ólavsøku! （「よき聖オラフの通夜を」の意）という挨拶が用いられている。

## イベント
27日の夕刻にトースハウンで行われるコンサートを皮切りに各種のイベントが始まる。前夜祭に該当する翌28日には、オラフ祭開催を告げるトースハウン市内の行進が行われる。この行進にはトースハウンのスポーツ選手や市議会議員、ブラスバンドなどが参加し、街の中心あたりに位置する Tinghúsvøllur 広場まで下っていく。この広場では事前に選ばれていた人物が演説をし、これにより正式にオラフ祭の開催が宣言される。

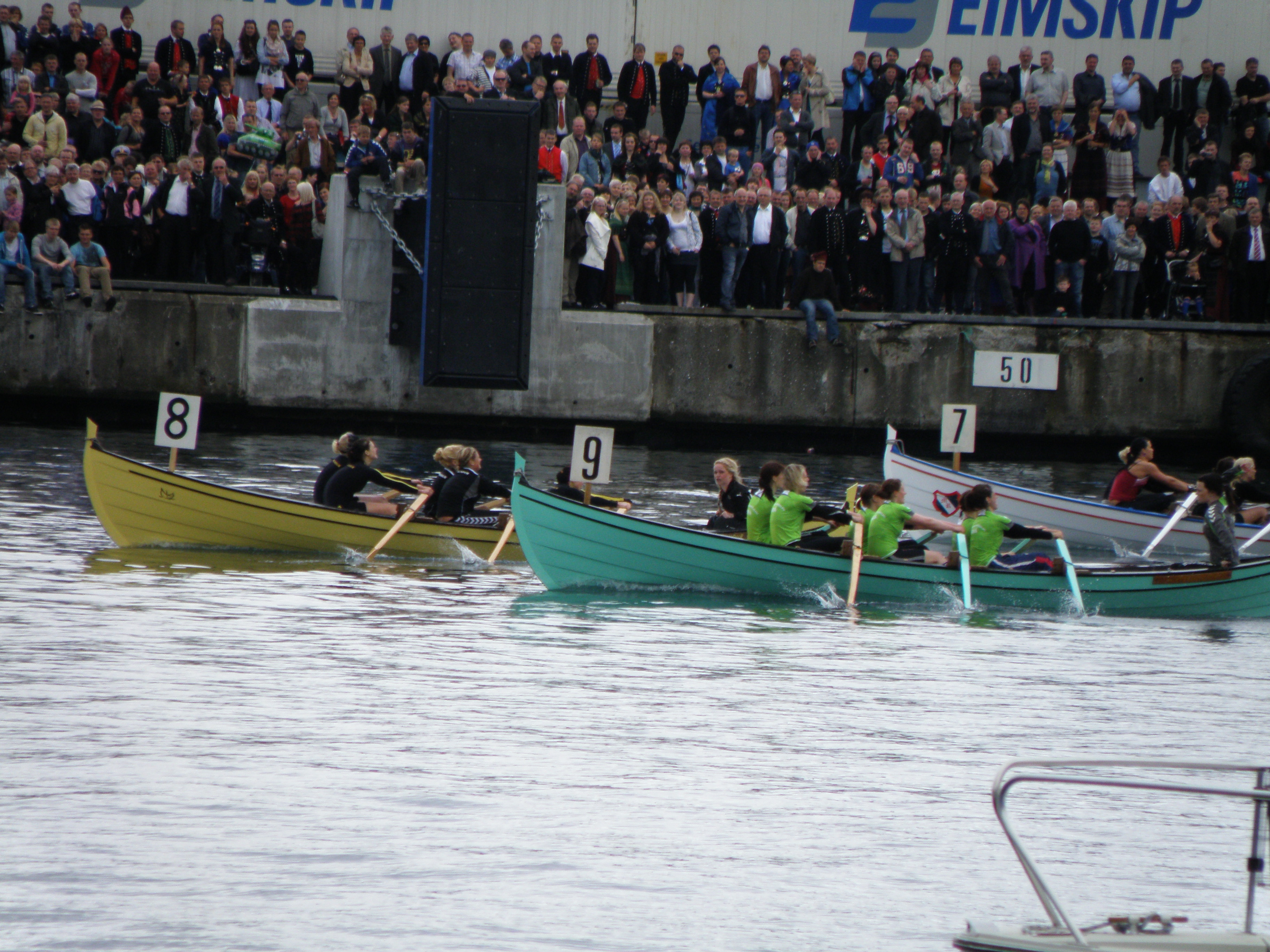
ボート競技の女性・6オール部門（2010年）

28日には一大イベントのボート競技が開催される。競技に使われるボートは木製の手漕ぎボートで、漕ぎ手は各列2人組を作って着座するが1人だけはペアを組まずボートの後ろで操舵を行う。年齢・性別のほかボートの大きさによって部門が分けられている。ボートは大きさによりオールの数が異なり、5・6・8・10オールの部門がある。各部門のレースで優勝したチームにはトロフィーが授与され、さらにフェロー諸島チャンピオンとなったチームにはもう一つトロフィーが授与される。各部門で優勝したメンバーにはメダルも贈呈される。漕ぎ渡る距離は1,000メートルが基準だが、子どもの部門は距離が短くなっているほか、8オール部門では1,500メートル、10オール部門では2,000メートルと距離が延びている。

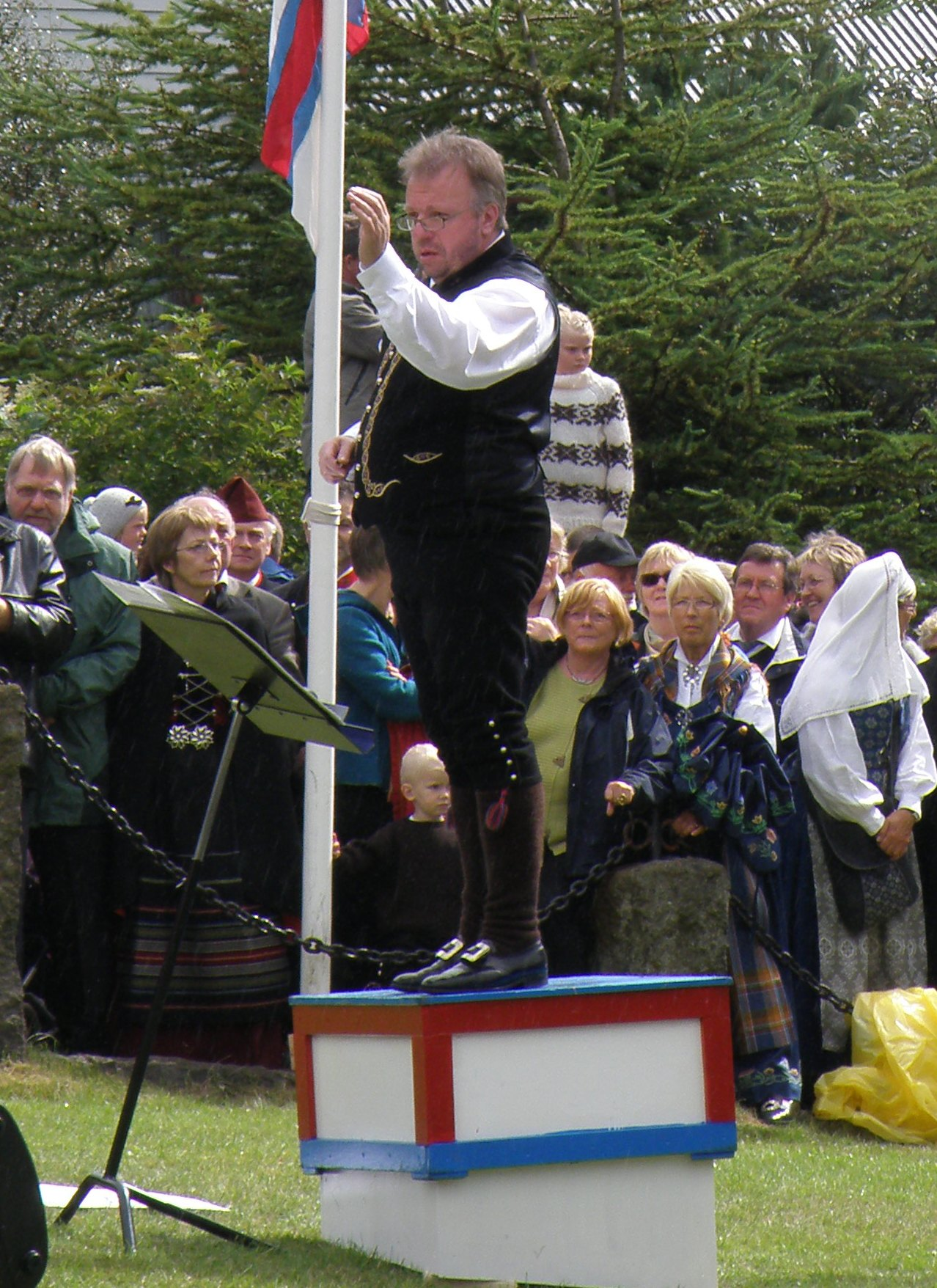
自身が作曲したカンタータを指揮する有名音楽家の Sunleif Rasmussen （2009年）

祝祭日当日の7月29日にはフェロー諸島議会が開かれ議長 (Løgmaður) が演説を行うことになっているが、開会の前には礼拝と行進、そして記念式典が執り行われる。聖職者や議会議員、警察長官のほか、デンマークの公使など重要人物数人を加え、大聖堂に行進して礼拝を行う。今度はフェロー諸島議会の議院に向けて行進、議院前の広場で集まった聴衆と合流し、この場でカンタータが上演されるという流れになっている。

## 記念切手
フェロー諸島の郵便事業者Posta（当時）により、1988年5月18日にオラフ祭の様子を取り入れた切手が発行された。デザインは Edward  Fuglø による。